# Colin Dexter
Pour les articles homonymes, voir Dexter.
Œuvres principales
Série Inspecteur Morse
Norman Colin Dexter, né le 29 septembre 1930 à Stamford dans le comté anglais du Lincolnshire et mort le 21 mars 2017 à Oxford dans l'Oxfordshire, plus connu sous son nom de plume de Colin Dexter, est un écrivain britannique, auteur de romans policiers.

## Biographie
Colin Dexter fait des études supérieures au Christ's College de l'université de Cambridge dont il sort diplômé en 1953. Il commence alors une carrière d'enseignant de grec et de latin dans des établissements des Midlands. Affecté par de graves problèmes de surdité (comme le personnage de son roman Les Silences du professeur), il trouve, en 1966, une place au Centre des examens de l'université d'Oxford, où il s'installe définitivement.
À l'instar de son créateur, le personnage de l'inspecteur principal Morse, du CID (Criminal Investigation Departement), mélomane et grand amateur de bière devant l'Éternel, est passionnément attaché à sa ville d'adoption. L'inspecteur Morse, assisté par le sergent Lewis, est le héros d'une série de treize romans et un recueil de nouvelles. Selon Claude Mesplède, « les romans de Colin Dexter mettent en scène les procédures, les états d'âme et les rapports ambigus que l'inspecteur Morse entretient avec son entourage et surtout avec lui-même. [...] Ce qu'on a qualifié de « nouveau roman anglais » est en fait un whodunit mixé d'un peu de procédure (policière) et de psychologie ».
Le personnage de l'Inspecteur Morse est devenu le héros d'une série télévisée britannique à succès, dans laquelle chaque épisode voit apparaître fugacement Colin Dexter, à la façon d'un Alfred Hitchcock.

## Œuvre

### Romans

#### SérieInspecteur Morse
- Last Bus to Woodstock (1975) Publié en français sous le titre Le Dernier Bus pour Woodstock, traduit par Claude Bonnafont, Paris, 10/18, coll. « Grands détectives » no 2746, 1996  (ISBN 2-264-02354-6)
- Last Seen Wearing (1976) Publié en français sous le titre Portée disparue, traduit par Élisabeth Luc, Paris, 10/18, coll. « Grands détectives » no 2771, 1996  (ISBN 2-264-02355-4)
- The Silent World of Nicholas Quinn (1977) Publié en français sous le titre Les Silences du professeur, traduit par Élisabeth Luc, Paris, 10/18, coll. « Grands détectives » no 2869, 1997  (ISBN 2-264-02577-8)
- Service of All the Dead (1979) - Silver Dagger Award Publié en français sous le titre Service funèbre, traduit par Élisabeth Luc, Paris, 10/18, coll. « Grands détectives » no 2932, 1998  (ISBN 2-264-02607-3)
- The Dead of Jericho (1981) - Silver Dagger Award Publié en français sous le titre Mort à Jéricho, traduit par Élisabeth Luc, Paris, 10/18, coll. « Grands détectives » no 2809, 1997  (ISBN 2-264-02502-6)
- The Riddle of the Third Mile (1983) Publié en français sous le titre Casse-tête en trois temps, traduit par Françoise Jaubert, Paris, 10/18, coll. « Grands détectives » no 3019, 1998  (ISBN 2-264-02738-X)
- The Secret of Annexe 3 (1986) Publié en français sous le titre Le Secret de l'annexe 3, traduit par Sandrine Patte, Paris, 10/18, coll. « Grands détectives » no 2608, 1995  (ISBN 2-264-02016-4)
- The Wench is Dead (1989) - Gold Dagger Award Publié en français sous le titre Mort d'une garce, traduit par François Mazin, Paris, 10/18, coll. « Grands détectives » no 2557, 1994  (ISBN 2-264-02017-2)
- The Jewel That Was Ours (1991) Publié en français sous le titre Bijoux de famille, traduit par Hélène Macliar, Paris, 10/18, coll. « Grands détectives » no 2558, 1995  (ISBN 2-264-02015-6)
- The Way Through the Woods (1992) Publié en français sous le titre À travers bois, traduit par Élisabeth Luc, Paris, 10/18, coll. « Grands détectives » no 2675, 1995  (ISBN 2-264-02241-8)
- The Daughters of Cain (1994) Publié en français sous le titre Les Filles de Caïn, traduit par Élisabeth Luc, Paris, 10/18, coll. « Grands détectives » no 2700, 1996  (ISBN 2-264-02242-6)
- Death is Now My Neighbour (1996) Publié en français sous le titre La Mort pour voisine, traduit par Jacques Guiod, Paris, 10/18, coll. « Grands détectives » no 3149, 1999  (ISBN 2-264-02990-0)
- The Remorseful Day (1999) Publié en français sous le titre Remords secrets, traduit par Jacques Guiod, Paris, 10/18, coll. « Grands détectives » no 3256, 2001  (ISBN 2-264-03136-0)

### Recueil de nouvelles

#### SérieInspecteur Morse
- Morses's Greatest Mystery, and Other Stories (1993)

### Nouvelles

#### SérieInspecteur Morse
- Dead as a Dodo, in Million # 1 (1991)
- Morse's Greatest Mystery (1993) Publié en français sous le titre Le plus grand de tous les mystères, dans le recueil Du sang sous le sapin, Paris, Éditions du Masque, 2001 (ISBN 2-7024-8018-7)
- Last Call (1993)

#### Autres nouvelles
- Evans Tries an « O » Level, in Winter's Crime n° 9 (1976)
- At the Lulu Bar Motel, in Winter's Crime n° 13 (1981)
- A Case of Mis-identitity, in Winter's Crime n° 21 (1989)
- Monty's Revolver, in Winter's Crime n° 24 (1992)
- The Inside Story, Pan (publication hors-commerce) (1993)
- Neighbourhood Watch, Moorhouse/Sorenson (1993)
- As Good as Gold, Pan (publication hors-commerce) (1994)

### Autres publications
- Cracking Cryptic Crosswords (2009)

## Sources
- Claude Mesplède, Dictionnaire des littératures policières, vol. 1 : A - I, Nantes, Joseph K, coll. « Temps noir », 2007, 1054 p. (ISBN 978-2-910-68644-4, OCLC 315873251), p. 584-585.